# Tangamandápio
Tangamandápio (nome completo Santiago Tangamandapio) é uma pequena cidade localizada no noroeste do estado de Michoacán, no México, com 10.403 habitantes, localizada a 165 km de Morelia, a capital do estado. Situa-se a uma latitude 19º57' Norte e a uma longitude 102º26' Oeste.
Tangamandápio tornou-se famosa nacional e internacionalmente devido ao seriado mexicano Chaves (El Chavo del Ocho), em que é citada como a cidade natal do personagem Jaiminho. Por consequência, uma estátua do personagem foi erguida na cidade em 2012.

## História
Este município foi fundado antes da formação do Império Tarasco por descendentes dos tecos ou xanuchas. Posteriormente, converteu-se em um dos vários povos sujeitos ao domínio tarasco. Ao longo do período colonial, encontram-se várias denominações para a cidade, como "Tanmangandepeo", "Tamandapio" e "Atengomandapeo".
Sua incorporação ao cristianismo, após a conquista espanhola, deveu-se ao Frei Jacobo Dociano, que mostrou uma atitude humanística para com os indígenas e teve grandes conflitos com outros eclesiásticos, sustentando o direito que teriam os índios para receberem o sacramento da eucaristia. Também distinguiu-se por fundar o convento de Santiago Tangamandápio. Outro dos evangelizadores do lugar foi Francisco de Cerda.
Nessa época, no município, produzia-se milho, trigo e grão-de-bico, e seus habitantes dedicavam-se à produção de tecidos de algodão e lã, com um comércio limitado. Em 1822, foi-lhe atribuído o nome de Santiago, ficando como povoado e vicariato de Jacona.
Em 10 de dezembro de 1831, ao promulgar-se a Lei de Divisão Territorial do Estado, Tangamandápio é elevado à categoria de município pertencente à comarca de Zamora. Era conhecido então como Santiago Tangamandápio.
O município mexicano ficou muito conhecido mundialmente nas décadas de 70 e 80, quando no seriado Chaves fez representativa ao povoado, Jaiminho em diversas atuações citou a ilustre cidade.

### Cronologia dos fatos históricos
- 1822 - Escolhido o nome de Santiago Tangamandápio, tornando-se povoado e vicariato de Jacona.
- 1831 - É elevado à categoria de município.
- 1874 - Converte-se em distrito de Jacona.
- 1879 - Recupera outra vez sua categoria de Município, durante a ditadura Porfirista perde novamente seu atributo de município e converte-se em distrito de Zamora.
- 1909 - Recupera definitivamente a categoria de município.
- 1979 - Na série Chaves, Chespirito criou um personagem, Jaiminho o carteiro, que teria nascido nessa cidade.

## Geografia física

### Localização
Localiza-se a noroeste do estado de Michoacan, nas coordenadas 19º57' de latitude norte e 102º26 de longitude oeste, a uma altitude de 1670 metros. Limita-se ao norte com Chavinda, a leste com Zamora, Jacona e Tangancícuaro, a sul com Tangancícuaro, e a oeste com Tingüindín e Villamar. Situa-se a 165 km da capital do estado, Morelia.

### Extensão
Possui uma área de 315,68 km² e representa 0,53% do total do estado.

### Orografia
Seu relevo é constituído do sistema vulcânico transversal, as colinas Blanco, Huanúmera, Prieto, Cuate, La Loca, Guayabo e a serra Tarécuaro.

### Hidrografia
Sua hidrografia constitui-se principalmente por pequenos rios, ou arroios: Colorado e Prieto, mananciais de água fria e algumas represas.

### Clima
Seu clima é temperado, tem uma precipitação média anual de 700 milímetros e temperaturas que oscilam entre 2,6°C e 38°C.